# Бугарска телеграфска агенција
Бугарска телеграфска агенција (буг. Българска телеграфна агенция - БТА) је национална новинска агенција Бугарске. Основана је 1898. године по декрету бугарског кнеза Фердинанда I.